# Phlegetonia subviolescens
Phlegetonia subviolescens là một loài bướm đêm trong họ Noctuidae.